# Асылхан, Саулебек Есимбекович
Саулебек Есимбекович Асылхан (каз. Сәулебек Есмханұлы Асылханов; род. 25 февраля 1949, Аксуйский район, Талды-Курганская область, КазССР, СССР) — советский и казахский театральный режиссёр, педагог, профессор. Заслуженный деятель Казахстана (1998).

## Биография
Родился 25 февраля 1949 года в Аксуйском районе Талды-Курганской области (ныне Алматинская область).
В 1966 году окончил театральную студию при Казахском государственном академическом драматическом театре, в том же году поступил на режиссерский факультет Алма-Атинской государственной консерватории, который успешно окончил в 1974 году. По классу народного артиста СССР, «Халық қаһарманы», профессора Азербайджана Мамбетова.
В 1981 году окончил Высшие курсы сценаристов и режиссёров в Москве по классу народного артиста СССР, профессора Марка Захарова.
С 1968 по 1971 год — актёр Казахского государственного академического театра драмы (г. Алма-Ата).
С 1975 по 1998 год — художественный руководитель и главный режиссёр Талдыкурганского областного драматического театра (г. Талды-Курган).
С 2002 года — зам. Начальник управления, начальник отдела музыки, театра и кинематографии Министерства культуры, информации и спорта Республики Казахстан.
В настоящее время профессор театрального факультета Казахского национального университета искусств (г. Астана).

## Награды и звания
- 1998 — присвоено почётное звание «Қазақстанның еңбек сіңірген қайраткері» (Заслуженный деятель Казахстана) — за значительный вклад в развитие театрального искусства.
- 1998 — Медаль «Астана»
- 2001 — Медаль «10 лет независимости Республики Казахстан»
- 2011 — Медаль «20 лет независимости Республики Казахстан»
- 2015 — Медаль «Единства народа Казахстана»
- 2016 — Медаль «25 лет независимости Республики Казахстан»
- Лауреат международной премии им. Жамбыла, лауреат Международных и Республиканских театральных фестивалей, лауреат премии Клуба Уйгурских меценатов «Ильхом», дипломат ТВ конкурса «Алтын Жулдыз».
- нагрудный знак «Отличник образования Республики Казахстан» и др.